# 安溪畲族乡
安溪畲族乡是中华人民共和国浙江省丽水市云和县下辖的一个民族乡。

## 行政区划
安溪畲族乡下辖以下村级行政区划单位：
下村、上村、下武村、黄处村、东岱村、严山村、黄家地村和木樨花村。